# Nikolaizwinger

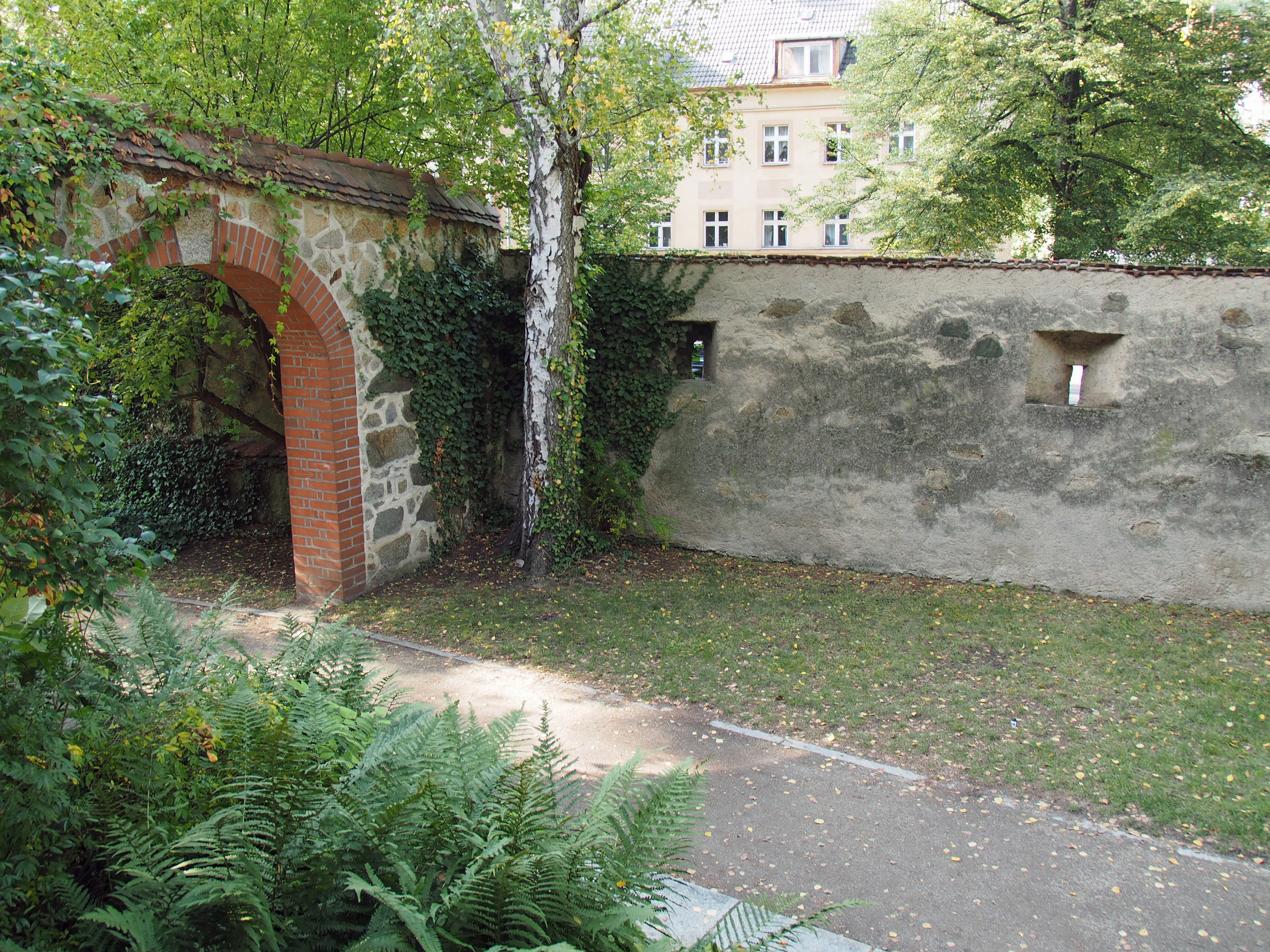
Ehemalige Wallanlagen – Nikolaizwinger

Der Nikolaizwinger als einer der beiden erhaltenen Reste des doppelten Stadtmauerringes um Görlitz ist heute eine Grünanlage. Er liegt am Eingang der Nikolaistraße zur Nikolaivorstadt. Der Zwinger schützte ursprünglich zusammen mit vier Stadttürmen (Dicker Turm/Frauenturm, Neißeturm, Nikolaiturm, Reichenbacher Turm), vielen Bastionen (z. B. Kaisertrutz, Ochsenbastei) und mächtigen Toranlagen die Stadt Görlitz. Erhalten ist als einzige auch die an ihn grenzende Eckbastion, die Hotherbastei. Die großen erkennbaren Schießscharten für Kanonen der Hotherbastei weisen auf die Verwendung zur Sicherung der Nikolai- und Neißevorstadt hin. 1953/54 wurde der Nikolaizwinger nach Entwürfen des Gartenarchitekten Henry Kraft im Rahmen des Nationalen Aufbauwerkes von den Görlitzer Bürgern zur Gartenanlage umgestaltet. In den 1990er Jahren wurden diese Strukturen in modifizierter Form erneut aufgegriffen.